# 7934 Sinatra
7934 Sinatra è un asteroide della fascia principale. Scoperto nel 1989, presenta un'orbita caratterizzata da un semiasse maggiore pari a 2,577008 UA e da un'eccentricità di 0,143676, inclinata di 7,865115° rispetto all'eclittica. Ha un periodo di rotazione di 110,652 ore.
Fa parte della famiglia di asteroidi Rafita.